# بیوریولیوخ

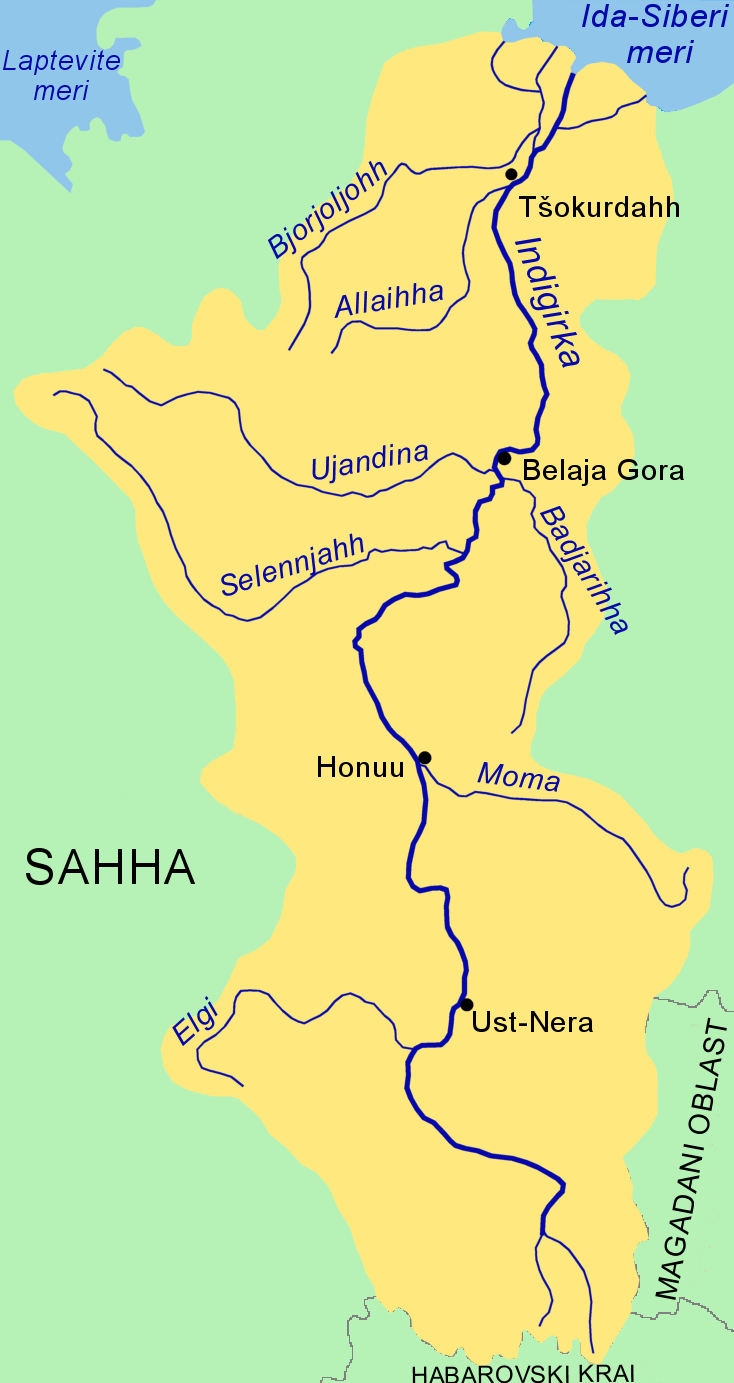
رود بیوریولیوخ

بیوریولیوخ (به لاتین: Byoryolyokh) یک رود در روسیه است که در یاقوتستان واقع شده‌است.